# Донецкая епархия ПЦУ
Доне́цкая епа́рхия — епархия Православной церкви Украины. Учреждена в 1992 году (как епархия Украинской православной церкви Киевского патриархата); объединяет церковные приходы Донецкой области. Кафедральный город — Донецк.

## История
После Харьковского собора 1992 года на Украине произошёл раскол. Отстраненный митрополит Киевский и всея Украины Филарет (Денисенко) отказался признать законность собственного отстранения, провозгласив себя себя лидером новой Украинской православной церкви Киевского Патриархата. Так как из епископата его почти никто не поддержал, 13 июля 1992 года он взял временное руководство приходами Донбасса взял на себя. Его указом архимандрит Поликарп (Гуц) был назначен Донецким областным благочинным. В августе 1992 года новоназначенный благочинный Донецкой области УПЦ Киевского Патриархата архимандрит Поликарп инициировал восстановление разрушенной старинной бахмутской Покровской церкви, которая должна стать новым кафедральным собором Донецко-Луганской епархии. Стоимость проекта оценивалась более чем в 5 млн рублей. Решением Священного Синода УПЦ Киевского Патриархата от 19 ноября 1992 года благочинный Донецкой области архимандрит Поликарп (Гуц) был избран епископом Донецким и Луганским. Однако, здоровье тяжелобольного клирика катастрофически ухудшалось, в результате чего длительное время переносилась дата его архиерейской хиротонии. 10 апреля 1993 года в Киеве состоялась архиерейская хиротония епископа Поликарпа (Гуца). Однако, уже вскоре легочное заболевание и сахарный диабет новохиротонисанного епископа усилились ещё и гангреной на ноге, вследствие чего он почти окончательно утратил способность передвигаться. 16 августа 1993 года он скончался.
Были построены и реставрированы храмы в Мариуполе, в Славянске, в селе Свободном Тельмановского района, селе Каменка Тельмановского района, селе Новоселовка Старобешевского района, селе Криворожье Добропольского района, селе Благодатное Амвросиевского района — родине Патриарха Филарета.
Кафедральным собором стал Преображенский собор (ул. Куйбышева 107, Донецк), ранее храм Петра и Павла Московского патриархата, в 1998 году перешедший в юрисдикцию Киевского патриархата.

## Современное состояние
благочиния
1. Донецкое благочиние;
2. Мариупольское благочиние;
3. Славянское благочиние;
4. Тельмановское благочиние;
5. Марьинское благочиние;
6. Красноармейское благочиние;
7. Добропольское благочиние;
8. Старобешевское благочиние;
9. Греческие парафии;
10. Парафии Донецкой епархии за границей.

Монастыри
- Святителя Игнатия Мариупольского мужской монастырь в селе Камянка Тельмановского района;
- Свято-Троицкий женский монастырь в селе Андреевка Тельмановского района.

## Иерархи
- 13 июля 1992 — 10 апреля 1993 — Филарет (Денисенко) в/у
- 10 апреля — 16 августа 1993 — Поликарп (Гуц)
- 1995 — 16 июля 1996 — Изяслав (Карга)
- 18 июля 1996 — 20 февраля 1997 — Иоанн (Зиновьев)
- 6 апреля — 28 октября 1997 — Иоасаф (Василикив)
- 26 октября 1997—1999 — Владимир (Полищук)
- 14 мая 1999 — 26 ноября 2008 — Юрий (Юрчик)
- с 26 ноября 2008 года — Сергий (Горобцов)